# Carlo Ceresoli
Carlo Ceresoli (14. červen 1910, Bergamo, Italské království – 22. duben 1995, Bergamo, Itálie) byl italský fotbalový brankář a později i trenér.
Vyrůstal v Bergamu a v roce 1928 přešel do Atalanty, s níž debutoval 13. ledna 1929 ve věku 18 let v sezóně. Po sezoně 1931/32 odešel do Ambrosiana-Inter, s nímž v sezónách 1933/34 a 1934/35 skončil druhý v lize. Poté byl prodán do klubu Bologna s níž vyhrál dvakrát titul (1936/37, 1938/39). Poté odešel do Janova a kariéru ukončil v Juventusu se kterým vyhrál domácí pohár 1941/42.
Za italskou reprezentací debutoval 25. března 1934. A na MS 1934 měl být brankářem číslo jedna. Jenže během přípravy si zlomil ruku, která mu nedovolila na šampionát odcestovat. Vše si vynahradil o čtyři roky později když byl ve vítězném mužstvu na MS 1938, byť byl náhradníkem a na turnaji do hry nezasáhl. Celkem za národní tým odehrál 7 utkání.
Jako trenér byl na lavičce tří klubů. Nejvíce strávil na lavičce klubu Atalanty a dosáhl s ní nejlépe na 11. místo v sezoně 1963/64.

## Hráčská statistika
| Sezóna  | Klub             | Liga      | Liga   | Liga   | Ligové poháry | Ligové poháry | Ligové poháry | Kontinentální poháry | Kontinentální poháry | Kontinentální poháry | Celkem | Celkem |
| Sezóna  | Klub             | Soutěž    | Zápasy | Góly   | Soutěž        | Zápasy        | Góly          | Soutěž               | Zápasy               | Góly                 | Zápasy | Góly   |
| ------- | ---------------- | --------- | ------ | ------ | ------------- | ------------- | ------------- | -------------------- | -------------------- | -------------------- | ------ | ------ |
| 1928/29 | Atalanta         | 1. divize | 5      | -8     | -             | 0             | 0             | -                    | 0                    | 0                    | 5      | -8     |
| 1929/30 | Atalanta         | Serie B   | 34     | -?     | -             | 0             | 0             | -                    | 0                    | 0                    | 34     | -?     |
| 1930/31 | Atalanta         | Serie B   | 34     | -?     | -             | 0             | 0             | -                    | 0                    | 0                    | 34     | -?     |
| 1931/32 | Atalanta         | Serie B   | 28     | -?     | -             | 0             | 0             | -                    | 0                    | 0                    | 28     | -?     |
| 1932/33 | Ambrosiana-Inter | Serie A   | 33     | -48    | -             | 0             | 0             | -                    | 0                    | 0                    | 33     | -48    |
| 1933/34 | Ambrosiana-Inter | Serie A   | 34     | -24    | -             | 0             | 0             | Stř.P                | ?                    | -?                   | ?      | -?     |
| 1934/35 | Ambrosiana-Inter | Serie A   | 30     | -25    | -             | 0             | 0             | Stř.P                | ?                    | -?                   | ?      | -?     |
| 1935/36 | Ambrosiana-Inter | Serie A   | 22     | -26    | IP            | 1             | -1            | Stř.P                | ?                    | -?                   | ?      | -?     |
| 1936/37 | Bologna          | Serie A   | 27     | -18, 1 | IP            | 1             | -1            | -                    | 0                    | 0                    | 28     | -19, 1 |
| 1937/38 | Bologna          | Serie A   | 24     | -28    | IP            | 1             | -1            | -                    | 0                    | 0                    | 25     | -29    |
| 1938/39 | Bologna          | Serie A   | 19     | -23    | IP            | 1             | -1            | -                    | 0                    | 0                    | 20     | -24    |
| 1939/40 | Janov            | Serie A   | 17     | -23    | IP            | 4             | -2            | -                    | 0                    | 0                    | 21     | -25    |
| 1940/41 | Janov            | Serie A   | 6      | -10    | IP            | 0             | -0            | -                    | 0                    | 0                    | 6      | -10    |
| 1941/42 | Juventus         | Serie A   | 2      | -3     | IP            | 0             | -0            | -                    | 0                    | 0                    | 2      | -3     |
| Celkem  | Celkem           | Celkem    | 219    | -235+  | -             | 8             | -5            | -                    | ?                    | -?                   | 227+   | -240+  |

## Hráčské úspěchy

### Klubové
- 2× vítěz italské ligy (1936/37, 1938/39)
- 1× vítěz italského poháru (1941/42)

### Reprezentační
- 1x na MS (1938 - zlato)
- 1x na MP (1933–1935 – zlato)